# Некоркин, Владимир Исаакович
Влади́мир Иса́акович Неко́ркин — российский физик-теоретик, специалист в области нелинейной динамики сложных систем, заведующий отделом нелинейной динамики Института прикладной физики РАН, профессор ННГУ, член-корреспондент РАН (2022), лауреат премии имени А. А. Андронова.

## Биография
Родился 15 августа 1948 г. в п. Куты Ивано-Франковской области Украинской ССР.
В 1971 году окончил кафедру теории колебаний и автоматического регулирования радиофизического факультета Горьковского госуниверситета имени Н. И. Лобачевского.
В 1982 году защитил кандидатскую, а в 1992 году — докторскую диссертацию. В 1995 году присвоено учёное звание профессора.
С 1971 года по 1983 год работал в НИИ прикладной математики и кибернетики при Горьковском госуниверситете: вначале в должности младшего научного сотрудника, а с 1981 г. в должности старшего научного сотрудника.
С 1983 по 1986 год являлся доцентом кафедры высшей математики Горьковского политехнического института.
С 1986 года работает на кафедре теории колебаний и автоматического регулирования Горьковского госуниверситета, с 1992 г. — профессор. Читает базовые курсы на радиофизическом факультете: «Теорию колебаний» и «Нелинейные колебания и волны».
С 2007 г. является заведующим отделом нелинейной динамики Института прикладной физики РАН.
В 2022 году избран членом-корреспондентом РАН.
Область научных интересов: динамика нелинейных систем, нейродинамика, теория синхронизации, пространственно-временной хаос, структурообразование и нелинейные волны.
Имеет более 230 научных публикаций в отечественных и зарубежных изданиях, в том числе 4 книги и 2 патента.

## Награды
- Медаль ордена «За заслуги перед Отечеством» II степени (5 февраля 2024 года) — за большой вклад в развитие отечественной науки, многолетнюю плодотворную деятельность и в связи с 300-летием со дня основания Российской академии наук[1].
- Премия имени А. А. Андронова (2012, совместно с Г. А. Леоновым, В. Д. Шалфеевым) — за цикл работ «Развитие методов синхронизации и анализа периодических и хаотических колебаний в коллективных системах автоматического фазового управления».